# Ilganii de Jos, Tulcea
Ilganii de Jos este un sat în comuna Nufăru din județul Tulcea, Dobrogea, România.